# Melania Lupu
Melania Lupu este un personaj din romanele Rodicăi Ojog Brașoveanu. Melania Lupu este protagonista unei serii de 6 cărți, începând cu Cianură pentru un surâs, Bună seara, Melania!, 320 de pisici negre, Anonima de miercuri, Dispariția statuii din parc și O toaletă à la Liz Taylor. Melania este "o hoață fără să fure, o escroacă fără să înșele". Este de asemenea, un mic inspector care a ajutat la descoperirea mai multor rău-făcători, folosindu-se de pseudonimul "Abatele Brown". Desigur, toate împreuna cu motanul ei negru Mirciulica, partener de infracțiuni. Infracțiunile Melaniei se învart toate in jurul obiectelor de arta, picturi și sculpturi, indiferent dacă le fură, ascunde sau ajută la gasirea lor.